# Учитель фехтования (роман Дюма)
«Учитель фехтования» (фр. Mémoires d’un maître d’armes, ou dix huits mois à Saint-Pétersbourg; буквальный перевод — «Записки учителя фехтования, или Восемнадцать месяцев в Санкт-Петербурге») — один из первых романов французского писателя Александра Дюма, написанный в 1840 году.

## История создания
Роман впервые напечатан в 1840 году одновременно во Франции и Бельгии. Затем несколько раз публиковался на французском языке. Дюма пользовался «Записками» Грезье о его пребывании в России и написал роман от его имени. Он также пользовался другими историческими очерками: «Мемуары» (1827) графа Сегье, «Очерк о смерти Павла I» (1825) Шатогирина, «История Александра I» (1826) С. Раббе и «Доклад следственной комиссии» (1826).

## Сюжет
Учитель фехтования Грезье передаёт Александру Дюма свои записи, сделанные во время поездки в Россию. В них рассказывается, как он поехал в Санкт-Петербург и начал преподавать уроки фехтования. Все его ученики — будущие декабристы. Один из них — граф Анненков, жених старой знакомой Грезье, Луизы (реальный прототип — Полина Гебль). Вскоре поднимается бунт, но тут же пресекается Николаем I. Все декабристы ссылаются в Сибирь, среди них и граф Анненков. Отчаявшаяся Луиза решается поехать за своим суженым и делить с ним тяготы каторги. Грезье соглашается ей помочь.

## Роман в России
В России публикация романа была запрещена Николаем I в связи с описанием в нём декабристского восстания. В записках «Путевые впечатления. В России» Дюма вспоминал, что ему рассказала княгиня Трубецкая, подруга императрицы:

Николай вошёл в комнату, когда я читала Императрице книгу. Я быстро спрятала книгу. Император приблизился и спросил Императрицу:
— Вы читали?
— Да, Государь.
— Хотите, я вам скажу, что вы читали?
Императрица молчала.
— Вы читали роман Дюма «Учитель фехтования».
— Каким образом вы знаете это, Государь?
— Ну вот! Об этом нетрудно догадаться. Это последний роман, который я запретил.

Французский романист описал и свою встречу в Нижнем Новгороде с прототипами романа — декабристом И. А. Анненковым и его женой Полиной, произошедшую в доме местного губернатора А. Н. Муравьёва. Встреча произошла в ходе путешествия Дюма по России летом 1858 года.
Царская цензура особенно внимательно следила за романами Дюма и запрещала их публикацию в России, но, несмотря на это, роман был распространён в России. Роман был впервые опубликован на русском языке в 1925 году, в сущности говоря, в пересказе — с искажениями и огромными купюрами (снова по идеологическим соображениям, но уже диаметрально противоположного характера), сокращённый почти что наполовину. В 2004 году издательство «Арт-Бизнес-Центр» выпустило полный перевод.
В сатирическом очерке М. Е. Салтыкова-Щедрина «Мнения знатных иностранцев о помпадурах» (1883) действует персонаж француз le prince de la Klioukwa («князь Клюквы»). В комментарии С. А. Макашин и Н. С. Никитина по этому поводу пишут:

Салтыков издевается над фантастическими мниморусскими именами и фамилиями, которыми щеголяли в своих рассказах о путешествиях по России «знатные иностранцы», например, писатель Александр Дюма (отец). В его романе из русской жизни, а именно из жизни декабриста Ивана Анненкова Mémoires d’un maître d’armes, ou dix huits mois à Saint-Pétersbourg (1840) и в его путевых очерках De Paris à Astrahan (t. 1—5. 1858), которые, по-видимому, также затрагиваются Салтыковым в комментируемой сатире, наряду с множеством других ошибок и несообразностей имеется немало нелепостей, относящихся и к русской ономастике. Так, например, одну из русских женщин Дюма называет «именем» Телятина (Teljatine), а другую Телега (Telegue).